# Outro
O outro, na abordagem antropológica se refere a uma construção identitária, processo pelo qual um grupo constitui um outro grupo de valores, representações, sentidos. Um dos grandes estudiosos da questão do outro foi Todorov.
Outro significado para esta expressão é o outro (como sendo outra pessoa) ou si mesmo.